# Список глав государств в 1948 году
| 1947 ← Список глав государств по годам → 1949 |

В списке перечислены лидеры государств по состоянию на 1948 год. В том случае, если ведущую роль в государстве играет коммунистическая партия, указан как де-юре глава государства — председатель высшего органа государственной власти, так и де-факто — глава коммунистической партии.
Цветом выделены страны, в которых в данном году произошли смены власти вследствие следующих событий:
- Получение страной независимости;
- Военный переворот, революция, всеобщее восстание ;
- Президентские выборы;
- парламентские выборы, парламентский кризис;
- Смерть одного из руководителей страны;
- Иные причины.

## Азия
| | Арабские эмираты (протектораты Великобритании) | | | |                                                                                         |  |
| | | Абу-Даби | Эмир                                                                                                | Шахбут ибн Султан Аль Нахайян                                                                                                  | 1928 год—1966 год                                                                       |  |
| | Аджман | Эмир | Рашид III ибн Хумайд                                                                                | 1928 год—1981 год |                                                                                         |  |
| | Дубай | Шейх | Саид ибн Мактум                                                                                     | 1912 год—1958 год |                                                                                         |  |
| | Рас-эль-Хайма | Эмир | Султан II ибн Салим Сакр ибн Мухаммад                                                               | 1921 год—1948 год 1948 год—2010 год                                                                                            |                                                                                         |  |
| | Умм-эль-Кайвайн | Эмир | Ахмад II бин Рашид аль-Муалла                                                                       | 1929 год—1981 год |                                                                                         |  |
| | Эль-Фуджайра | Шейх | Мохаммед бин Хамад                                                                                  | 1938 год—1974 год |                                                                                         |  |
| | Шарджа | Шейх | Султан II бин Сакр                                                                                  | 1924 год—1951 год |                                                                                         |  |
| | Афганистан | Афганистан | Король                                                                                              | Захир-шах | 1933 год—1973 год                                                                       |  |
| Премьер-министр | Афганистан | Афганистан | Шах Махмуд-хан                                                                                      | 1946 год—1953 год |                                                                                         |  |
| | Бахрейн (протекторат Великобритании) | Бахрейн (протекторат Великобритании) | Хаким                                                                                               | Салман ибн Хамад Аль Халифа | 1942 год—1961 год                                                                       |  |
| | Союз Бирма Получила независимость 4 января 1948 году | Союз Бирма Получила независимость 4 января 1948 году | Президент                                                                                           | Со Шве Тай | 1948 год—1952 год                                                                       |  |
| Премьер-министр | Союз Бирма Получила независимость 4 января 1948 году | Союз Бирма Получила независимость 4 января 1948 году | У Ну                                                                                                | 1948 год—1956 год, 1957 год—1958 год, 1960 год—1962 год                                                                        |                                                                                         |  |
| Шанские княжества | | | | |                                                                                         |  |
| | Йонгве | Саофа | Со Шве Тай                                                                                          | 1926 год—1959 год |                                                                                         |  |
| Кенгтунг | Саофа | Саи Лонг | 1945 год—1959 год                                                                                   | |                                                                                         |  |
| Локсок (Ятсок) | Саофа | Хкун Нсар | 1946 год—1959 год                                                                                   | |                                                                                         |  |
| Мокме | Саофа | Хкун Хконг | 1915 год—1959 год                                                                                   | |                                                                                         |  |
| Монгнай | Саофа | Хкун Кьо Хо | 1928 год—1949 год                                                                                   | |                                                                                         |  |
| Монгпай | саофа | Хкун Пин Нья | 1908 год—1959 год                                                                                   | |                                                                                         |  |
| Монгпон | Саофа | Хсо Хом | 1947 год—1959 год                                                                                   | |                                                                                         |  |
| Северное Сенви | Саофа | Хом Хпа | 1915 год—1959 год                                                                                   | |                                                                                         |  |
| Сипау | Саофа | Кья Сенг | 1947 год—1959 год                                                                                   | |                                                                                         |  |
| Южное Сенви | Саофа | Хсу Хом | 1946 год—1959 год                                                                                   | |                                                                                         |  |
| | Бруней (протекторат Великобритании) | Бруней (протекторат Великобритании) | Султан                                                                                              | Ахмад Таджуддин | 1924 год—1950 год                                                                       |  |
| | Бутан | Бутан | Король                                                                                              | Джигме Вангчук | 1926 год—1952 год                                                                       |  |
| | Восточная Индонезия | Восточная Индонезия | Президент                                                                                           | Чокорда Где Рака Сукавати | 1946 год—1950 год                                                                       |  |
| | Восточная Суматра | Восточная Суматра | Президент                                                                                           | Тенгку Мансур | 1947 год—1950 год                                                                       |  |
| | Демократическая Республика Вьетнам | Демократическая Республика Вьетнам | Президент                                                                                           | Хо Ши Мин | 1945 год—1969 год                                                                       |  |
| Премьер-министр | Демократическая Республика Вьетнам | Демократическая Республика Вьетнам | Хо Ши Мин                                                                                           | 1945 год—1955 год |                                                                                         |  |
| | Временное центральное правительство Вьетнама 27 мая 1948 года президент Кохинхины Нгуен Ван Суан сформировал Временное центральное правительство Вьетнама, взявшее под своё управление также протектораты Аннам и Тонкин | Временное центральное правительство Вьетнама 27 мая 1948 года президент Кохинхины Нгуен Ван Суан сформировал Временное центральное правительство Вьетнама, взявшее под своё управление также протектораты Аннам и Тонкин | Премьер-министр                                                                                     | Нгуен Ван Суан | 1948 год—1949 год                                                                       |  |
| Флаг Израиля | Израиль Независимость провозглашена 15 мая 1948 года на британской подмандатной территории Палестина | Израиль Независимость провозглашена 15 мая 1948 года на британской подмандатной территории Палестина | Председатель Временного государственного совета                                                     | Хаим Вейцман | 1948 год—1949 год,                                                                      |  |
| Флаг Израиля | Израиль Независимость провозглашена 15 мая 1948 года на британской подмандатной территории Палестина | Израиль Независимость провозглашена 15 мая 1948 года на британской подмандатной территории Палестина | Премьер-министр                                                                                     | Давид Бен-Гурион | 1948 год—1954 год, 1955 год—1963 год                                                    |  |
| | Индийский Союз доминион Великобритании | Индийский Союз доминион Великобритании | Король                                                                                              | Георг VI | 1947 год—1950 год                                                                       |  |
| Генерал-губернатор | Индийский Союз доминион Великобритании | Индийский Союз доминион Великобритании | Луис Маунтбеттен Чакраварти Раджагопалачария                                                        | 1947 год—1948 год 1948 год—1950 год                                                                                            |                                                                                         |  |
| Премьер-министр | Индийский Союз доминион Великобритании | Индийский Союз доминион Великобритании | Джавахарлал Неру                                                                                    | 1947 год—1950 год |                                                                                         |  |
| В 1947—1950 годах бывшие княжества Британской Индии присоединились к Индийскому Союзу или Пакистану                                              | Индийский Союз доминион Великобритании | Индийский Союз доминион Великобритании | | |                                                                                         |  |
| | | Аджайгарх | Савай махараджа                                                                                     | Пунья Пратап Сингх | 1942 год—1950 год                                                                       |  |
| | Барода | Махараджа | Пратап Сингх Гаеквад                                                                                | 1939 год—1949 год |                                                                                         |  |
| | Биласпур (Калур) | Раджа | Ананд Чанд                                                                                          | 1927 год—1948 год |                                                                                         |  |
| | Бунди | Махарао раджа | Бахадур Сингх                                                                                       | 1945 год—1949 год |                                                                                         |  |
| | Бхопал | наваб | Хамидулла Хан                                                                                       | 1926 год—1949 год |                                                                                         |  |
| | Гангпур | Раджа | Бир Удит Пратап Сехар Део                                                                           | 1938 год—1948 год |                                                                                         |  |
| | Гархвал | махараджа | Манабендра Шах                                                                                      | 1946 год—1949 год |                                                                                         |  |
| | Гвалиор | Махараджа | Дживаджирао Шинде                                                                                   | 1925 год—1948 год |                                                                                         |  |
| | Даспалла | раджа | Кишор Чандра Део Бханж                                                                              | 1913 год—1948 год |                                                                                         |  |
| | Девас старшее | Махараджа | Кришнаджирао III                                                                                    | 1947 год—1948 год |                                                                                         |  |
| | Джайпур | Махараджа савай | Ман Сингх II                                                                                        | 1922 год—1948 год |                                                                                         |  |
| | Джалавад (Дрангадхра) | Махараджа | Маюрдваджсинхджи Мегхраджжи III                                                                     | 1942 год—1948 год |                                                                                         |  |
| | Дженкантал | Махараджа | Шанкар Пратап Сингх Дев Махендра                                                                    | 1918 год—1948 год |                                                                                         |  |
| | Джхабуа | Раджа | Дхалип Сингх                                                                                        | 1942 год—1948 год |                                                                                         |  |
| | Идар | Махараджа | Химмат Сингх                                                                                        | 1931 год—1948 год |                                                                                         |  |
| | Индаур | Махараджа | Яшвант Рао Холкар II                                                                                | 1926 год—1948 год |                                                                                         |  |
| | Камбей | наваб | Низам ад-Даула Наджм                                                                                | 1915 год—1948 год |                                                                                         |  |
| | Колхапур | Махараджа | Шахаджи II                                                                                          | 1947 год—1949 год |                                                                                         |  |
| | Кочин | Махараджа | Керала Варма VII Рама Варма XVIII                                                                   | 1946 год—1948 год 1948 год—1949 год                                                                                            |                                                                                         |  |
| | Куч-Бихар | Махараджа | Джагаддипендра Нарайян                                                                              | 1922 год—1949 год |                                                                                         |  |
| | Манди | Раджа | Джогиндер Сен                                                                                       | 1913 год—1948 год |                                                                                         |  |
| | Манипур | Махараджа | Бодхчандра Сингх                                                                                    | 1941 год—1949 год |                                                                                         |  |
| | Мевар (Удайпур) | Махарана | Бхупал Сингх                                                                                        | 1930 год—1948 год |                                                                                         |  |
| | Орчха | Махараджа | Вир Сингх II                                                                                        | 1930 год—1950 год |                                                                                         |  |
| | Порбандар | Махараджа сахиб | Натварсинхджи Бхавсинхджи                                                                           | 1918 год—1948 год |                                                                                         |  |
| | Пудуккоттай | Раджа | Раджагопала Тондайман                                                                               | 1928 год—1948 год |                                                                                         |  |
| | Раджгарх | Раджа | Бикрамадитья Сингх                                                                                  | 1936 год—1948 год |                                                                                         |  |
| | Раджпипла | Махарана | Виджайсинхджи                                                                                       | 1915 год—1948 год |                                                                                         |  |
| | Радханпуа | Наваб | Муртаза Хан                                                                                         | 1936 год—1948 год |                                                                                         |  |
| | Рампур | наваб | Раза Али Хан                                                                                        | 1930 год—1949 год |                                                                                         |  |
| | Саилана | Раджа | Дилип Сингх                                                                                         | 1919 год—1948 год |                                                                                         |  |
| | Самтхар | Махараджа | Радха Чаран Сингх                                                                                   | 1935 год—1950 год |                                                                                         |  |
| | Сангли | Раджа | Чинтаман Рао II Дхунди                                                                              | 1932 год—1948 год |                                                                                         |  |
| | Сирмур | Махараджа | Раджендра Пракаш                                                                                    | 1933 год—1948 год |                                                                                         |  |
| | Сирохи | Махарао | Тедж Рам Сингх                                                                                      | 1946 год—1949 год |                                                                                         |  |
| | Сонепур | Махараджа | Судхансу Шекхар Сингх                                                                               | 1937 год—1948 год |                                                                                         |  |
| | Траванкор | Махараджа | Читхира Тхирунал Баларама Варма II                                                                  | 1924 год—1949 год |                                                                                         |  |
| | Хайдарабад | Низам | Асаф Джах VII                                                                                       | 1911 год—1948 год |                                                                                         |  |
| | Хиндол | раджа | Наба Кишор Чандра                                                                                   | 1906 год—1948 год |                                                                                         |  |
| | Чамба | Раджа | Тикка Лакшман Сингх                                                                                 | 1935 год—1948 год |                                                                                         |  |
| Флаг Индонезии | Индонезия | Индонезия | Президент                                                                                           | Сукарно | 1945 год—1949 год, 1950 год—1967 год                                                    |  |
| Флаг Индонезии | Индонезия | Индонезия | Премьер-министр                                                                                     | Амир Шарифуддин Мохаммад Хатта                                                                                                 | 1947 год—1948 год 1948 год—1949 год                                                     |  |
| | Индонезийские султанаты | | | |                                                                                         |  |
| | Бачан (протекторат Нидерландов) | Султан | Мухаммад Мухсин                                                                                     | 1935 год—1949 год |                                                                                         |  |
| | Джокьякарта (протекторат Нидерландов) | Султан | Хаменгкубувоно IX                                                                                   | 1939 год—1950 год/1988 год |                                                                                         |  |
| | Понтианак (протекторат Нидерландов) | Султан | Шериф Хамид II Алькадри                                                                             | 1945 год—1950 год |                                                                                         |  |
| | Сиак протекторат Нидерландов) | Султан | Зияриф Касим II                                                                                     | 1915 год—1949 год |                                                                                         |  |
| | Суракарта протекторат Нидерландов) | Сусухунан | Пакубовоно XII                                                                                      | 1945 год—1950 год/2004 год |                                                                                         |  |
| | Ирак | Ирак | Король                                                                                              | Фейсал II | 1939 год—1958 год                                                                       |  |
| Премьер-министр | Ирак | Ирак | Салех Джабр Мухаммед Хассан ас-Садр Музахим аль-Баджаджи                                            | 1947 год—1948 год 1948 год 1948 год—1949 год                                                                                   |                                                                                         |  |
| | Иран | Иран | Шах                                                                                                 | Мохаммед Реза Пехлеви | 1941 год—1979 год                                                                       |  |
| Премьер-министр | Иран | Иран | Ибрагим Хакими Абдолхоссейн Хаджир Мохаммед Саед                                                    | (1945 год, 1945 год—1946 год, 1947 год—1948 год) 1948 год (1944 год, 1948 год—1950 год)                                        |                                                                                         |  |
| | Йеменское королевство | Йеменское королевство | Король                                                                                              | Яхья бин Мухаммед Хамид-ад-Дин Абдалла аль-Вазир Ахмед бен Яхья Хамидаддин                                                     | 1918 год—1948 год 1948 год 1948 год—1962 год                                            |  |
| | Йеменские султанаты и шейхства (протекторат Великобритании Аден) | | | |                                                                                         |  |
| | | Алави | Шейх                                                                                                | Салих ибн Сайель аль-Алави | 1940 год—1967 год                                                                       |  |
| | Акраби | Шейх | Мухаммад ибн Аль-Фадль аль-Акраби                                                                   | 1940 год—1957 год |                                                                                         |  |
| | Аудхали | султан | Салих ибн Аль-Хусейн                                                                                | 1928 год—1967 год |                                                                                         |  |
| | Верхний Аулаки | Султан | Авад ибн Салих                                                                                      | 1935 год—1967 год |                                                                                         |  |
| | Верхняя Яфа | Султан | Умар IV бин Салих аль-Хархара Мухаммад II бин Салих аль-Хархара                                     | 1927 год—1948 год 1948 год—1967 год                                                                                            |                                                                                         |  |
| | Дали | Эмир | Али II бин Али аль-Амири                                                                            | 1947 год—1954 год |                                                                                         |  |
| | Касири | Султан | Джафар ибн аль-Мансур                                                                               | 1938 год—1949 год |                                                                                         |  |
| | Куайти | Султан | Салех ибн Галиб аль-Куайти                                                                          | 1936 год—1956 год |                                                                                         |  |
| | Лахедж | Султан | Фадл V ибн Абд аль-Карим                                                                            | 1947 год—1952 год |                                                                                         |  |
| | Мафлахи | Шейх | Аль-Касим ибн Абд аль-Рахман                                                                        | 1920 год—1967 год |                                                                                         |  |
| | Нижний Аулаки | Султан | Насир III ибн Айдарус аль-Аулаки                                                                    | 1947 год—1967 год |                                                                                         |  |
| | Нижняя Яфа | Cултан | Айдарус ибн Мухсин аль-Афифи                                                                        | 1925 год—1958 год |                                                                                         |  |
| | Фадли | Cултан | Абдаллах IV бин Усман аль-Фадли                                                                     | 1941 год—1962 год |                                                                                         |  |
| | Шаиб | Шейх | Мухаммад ибн аль-Мукбил аль-Саклади Кассем ибн Али аль-Саклади                                      | 1935 год—1948 год 1948 год—1954 год                                                                                            |                                                                                         |  |
| | Камбоджа (протекторат Франции) | Камбоджа (протекторат Франции) | Король                                                                                              | Нородом Сианук | 1941 год—1955 год, 1993 год—2004 год                                                    |  |
| | Катар (протекторат Великобритании) | Катар (протекторат Великобритании) | Эмир                                                                                                | Абдаллах бин Джасим Аль Тани                                                                                                   | 1913 год—1949 год                                                                       |  |
| | Китайская Республика | Китайская Республика | Председатель национального правительства                                                            | Чан Кайши | 1943 год—1949 год                                                                       |  |
| Председатель Исполнительного Юаня | Китайская Республика | Китайская Республика | Чжан Цюнь Вэн Вэньхао Сунь Фо                                                                       | 1947 год—1948 год 1948 год (1932 год, 1948 год—1949 год)                                                                       |                                                                                         |  |
| | Корейская Народно-Демократическая Республика Провозглашена 9 сентября 1948 года в советской зоне оккупации Кореи | Корейская Народно-Демократическая Республика Провозглашена 9 сентября 1948 года в советской зоне оккупации Кореи | Председатель Президиума Верховного народного собрания                                               | Ким Ду Бон | 1948 год—1957 год                                                                       |  |
| Председатель кабинета министров | Корейская Народно-Демократическая Республика Провозглашена 9 сентября 1948 года в советской зоне оккупации Кореи | Корейская Народно-Демократическая Республика Провозглашена 9 сентября 1948 года в советской зоне оккупации Кореи | Ким Ир Сен                                                                                          | 1948 год—1972 год |                                                                                         |  |
| | Кохинхина | Кохинхина | Премьер-министр                                                                                     | Нгуен Ван Суан | 1947 год—1948 год                                                                       |  |
| 27 мая 1948 года вместе с протекторатом Аннам и протекторатом Тонкин образовала Временное центральное правительство Вьетнама                     | Кохинхина | Кохинхина | | |                                                                                         |  |
| | Кувейт (протекторат Великобритании) | Кувейт (протекторат Великобритании) | Шейх                                                                                                | Ахмед аль-Джабер ас-Сабах (Ахмед I)                                                                                            | 1921 год—1950 год                                                                       |  |
| | Лаос (протекторат Франции) | Лаос (протекторат Франции) | Король                                                                                              | Сисаванг Вонг | 1946 год—1959 год                                                                       |  |
| Флаг Ливана | Ливан | Ливан | Президент                                                                                           | Бишара эль-Хури | 1943 год, 1943 год—1952 год                                                             |  |
| Флаг Ливана | Ливан | Ливан | Премьер-министр                                                                                     | Риад ас-Сольх | 1943 год—1945 год, 1946 год—1951 год                                                    |  |
| | Малайская Федерация Образована в январе 1948 года | Малайская Федерация Образована в январе 1948 года | Король                                                                                              | Георг VI | 1948 год—1952 год                                                                       |  |
| Малайские султанаты (протектораты Великобритании). После образования Малайской Федерации правителям малайских султанатов вернулись их полномочия | | | | |                                                                                         |  |
| | Джохор | Султан | Ибрагим аль Масихур                                                                                 | 1895 год—1957 год |                                                                                         |  |
| | Кедах | Cултан | Бадлишах                                                                                            | 1943 год—1958 год |                                                                                         |  |
| | Келантан | Султан | Ибрагим                                                                                             | 1944 год—1960 год |                                                                                         |  |
| | Негери-Сембилан | Ямтуан бесар | Абдул Рахман                                                                                        | 1933 год—1960 год |                                                                                         |  |
| | Паханг | Султан | Абу Бакар Риайат ад-дин Муаззам-шах                                                                 | 1932 год—1974 год |                                                                                         |  |
| | Перак | Султан | Абдул Азиз аль-Мутасим Юсуф Иззуддин                                                                | 1938 год—1948 год 1948 год—1963 год                                                                                            |                                                                                         |  |
| | Перлис | Раджа | Путра ибни Ал-Мархум                                                                                | 1945 год—2000 год |                                                                                         |  |
| | Селангор | Султан | Хисамуддин                                                                                          | 1938 год—1960 год |                                                                                         |  |
| | Тренгану | Султан | Исмаил Насируддин Шах                                                                               | 1945 год—1979 год |                                                                                         |  |
| | Мальдивы (протекторат Великобритании) | Мальдивы (протекторат Великобритании) | султан                                                                                              | Абдул Маджид Диди | 1944 год—1952 год                                                                       |  |
| | Монгольская Народная Республика | Монгольская Народная Республика | Генеральный секретарь ЦК Монгольской народной партии                                                | Юмжагийн Цеденбал | 1940 год—1954 год                                                                       |  |
| Председатель Президиума Великого Государственного Хурала                                                                                         | Монгольская Народная Республика | Монгольская Народная Республика | Гончигийн Бумцэнд                                                                                   | 1940 год—1953 год |                                                                                         |  |
| Премьер-министр | Монгольская Народная Республика | Монгольская Народная Республика | Хорлогийн Чойбалсан                                                                                 | 1939 год—1952 год |                                                                                         |  |
| | Непал | Непал | Король                                                                                              | Трибхуван | 1911 год—1955 год                                                                       |  |
| Премьер-министр | Непал | Непал | Падма Шамшер Рана Мохан Шамшер Рана                                                                 | 1945 год—1948 год 1948 год—1951 год                                                                                            |                                                                                         |  |
| | Оман (протекторат Великобритании) | Оман (протекторат Великобритании) | Султан                                                                                              | Саид бин Таймур | 1932 год—1970 год                                                                       |  |
| Флаг Пакистана | Пакистан доминион Великобритании | Пакистан доминион Великобритании | Король                                                                                              | Георг VI | 1947 год—1950 год                                                                       |  |
| Флаг Пакистана | Пакистан доминион Великобритании | Пакистан доминион Великобритании | Генерал-губернатор                                                                                  | Мухаммад Али Джинна Хаваджа Назимуддин                                                                                         | 1947 год—1948 год 1948 год—1951 год                                                     |  |
| Флаг Пакистана | Пакистан доминион Великобритании | Пакистан доминион Великобритании | Премьер-министр                                                                                     | Лиакат Али Хан | 1947 год—1951 год                                                                       |  |
| Флаг Пакистана | Пакистан доминион Великобритании | Пакистан доминион Великобритании | В 1947—1950 годах бывшие княжества Британской Индии присоединились к Индийскому Союзу или Пакистану | |                                                                                         |  |
| | | Дир | Наваб                                                                                               | Мохаммад Шах Джахан Хан | 1925 год—1960 год                                                                       |  |
| | Калат | Хан | Ахмад Яр                                                                                            | 1933 год—1955 год |                                                                                         |  |
| | Лас Бела | Хан | Гулям Кадир                                                                                         | 1937 год—1955 год |                                                                                         |  |
| | Макран | Наваб | Азам Джан Балох Баи Хан Гишки Балох                                                                 | 1922 год—1948 год 1948 год—1955 год                                                                                            |                                                                                         |  |
| | Харан | Мир | Хабибулла                                                                                           | 1911 год—1948 год |                                                                                         |  |
| | Хунза | мир | Мухаммад Джамаль Хан                                                                                | 1945 год—1974 год |                                                                                         |  |
| | Читрал | мехтар | Музаффар уль-Мульк                                                                                  | 1943 год—1949 год |                                                                                         |  |
| | Пасундан Государство образовано 24 апреля 1948 года в западной части острова Ява | Пасундан Государство образовано 24 апреля 1948 года в западной части острова Ява | Президент                                                                                           | Виранатакусума V | 1948 год—1950 год                                                                       |  |
| Премьер-министр | Пасундан Государство образовано 24 апреля 1948 года в западной части острова Ява | Пасундан Государство образовано 24 апреля 1948 года в западной части острова Ява | Адил Пурадиреджа                                                                                    | 1948 год—1949 год |                                                                                         |  |
| | Саудовская Аравия | Саудовская Аравия | Король                                                                                              | Абдул-Азиз Аль Сауд | 1932 год—1953 год                                                                       |  |
| Флаг Таиланда | Сиам (Таиланд) | Сиам (Таиланд) | Король                                                                                              | Рама IX (Пхумипон Адульядет)                                                                                                   | 1946 год—2016 год                                                                       |  |
| Флаг Таиланда | Сиам (Таиланд) | Сиам (Таиланд) | Премьер-министр                                                                                     | Куанг Апайвонг Пибун Сонгкрам (Плек Пибунсонгкрам)                                                                             | (1944 год—1945 год, 1946 год, 1947 год—1948 год) (1938 год—1944 год, 1948 год—1957 год) |  |
| | Сикким (протекторат Великобритании) | Сикким (протекторат Великобритании) | Чогьял                                                                                              | Таши Намгьял | 1914 год—1963 год                                                                       |  |
| | Сирия | Сирия | Президент                                                                                           | Шукри Аль-Куатли | 1943 год—1949 год, 1955 год—1958 год                                                    |  |
| Премьер-министр | Сирия | Сирия | Джамиль Мардам-Бей Халед Аль-Азем                                                                   | (1936 год—1939 год, 1946 год—1948 год) (1941 год, 1946 год, 1948 год—1949 год, 1949 год—1950 год, 1951 год, 1962 год—1963 год) |                                                                                         |  |
| | Тибет | Тибет | Далай-лама                                                                                          | Далай-лама XIV (Тэнцзин Гьямцхо)                                                                                               | 1940 год—1951 год                                                                       |  |
| | Трансиордания | Трансиордания | Король                                                                                              | Абдалла ибн Хусейн | 1946 год—1951 год                                                                       |  |
| Премьер-министр | Трансиордания | Трансиордания | Тавфик Абу аль-Худа                                                                                 | (1947 год—1950 год, 1951 год—1953 год, 1954 год—1955 год)                                                                      |                                                                                         |  |
| | Турция | Турция | Президент                                                                                           | Исмет Инёню | 1938 год—1950 год                                                                       |  |
| Премьер-министр | Турция | Турция | Хасан Сака                                                                                          | 1947 год—1949 год |                                                                                         |  |
| | Филиппины | Филиппины | Президент                                                                                           | Мануэль Рохас Эльпидио Кирино                                                                                                  | 1946 год—1948 год 1948 год—1953 год                                                     |  |
| | Южная Корея Провозглашена 15 августа 1948 года в американской зоне оккупации Кореи | Южная Корея Провозглашена 15 августа 1948 года в американской зоне оккупации Кореи | Президент                                                                                           | Ли Сын Ман | 1948 год—1960 год                                                                       |  |
| Премьер-министр | Южная Корея Провозглашена 15 августа 1948 года в американской зоне оккупации Кореи | Южная Корея Провозглашена 15 августа 1948 года в американской зоне оккупации Кореи | Ли Бом Сок                                                                                          | 1948 год—1950 год |                                                                                         |  |
| | Цейлон (доминион Великобритании). Получил независимость 4 февраля 1948 года | Цейлон (доминион Великобритании). Получил независимость 4 февраля 1948 года | Король                                                                                              | Георг VI | 1948 год—1950 год                                                                       |  |
| Генерал-губернатор | Цейлон (доминион Великобритании). Получил независимость 4 февраля 1948 года | Цейлон (доминион Великобритании). Получил независимость 4 февраля 1948 года | Генри Монк-Мейсон Мур                                                                               | 1948 год—1949 год |                                                                                         |  |
| Премьер-министр | Цейлон (доминион Великобритании). Получил независимость 4 февраля 1948 года | Цейлон (доминион Великобритании). Получил независимость 4 февраля 1948 года | Дон Стивен Сенанаяке                                                                                | 1948 год—1952 год |                                                                                         |  |
| | Япония | Япония | Император                                                                                           | Хирохито (император Сёва) | 1926 год—1989 год                                                                       |  |
| Премьер-министр | Япония | Япония | Тэцу Катаяма Хитоси Асида Сигэру Ёсида                                                              | 1947 год—1948 год 1948 год (1946 год—1947 год, 1948 год—1954 год)                                                              |                                                                                         |  |

## Африка
| Флаг               | Страна                                 | Страна                                 | Должность                                       | Имя                                                      | Начало и конец срока                 | Фото |
| ------------------ | -------------------------------------- | -------------------------------------- | ----------------------------------------------- | -------------------------------------------------------- | ------------------------------------ | ---- |
|                    | Буганда (протекторат Великобритании)   | Буганда (протекторат Великобритании)   | кабака                                          | Мутеса II                                                | 1939 год—1962 год                    |      |
|                    | Бурунди (протекторат Бельгии)          | Бурунди (протекторат Бельгии)          | Мвами (король)                                  | Мвамбутса IV                                             | 1915 год—1966 год                    |      |
|                    | Египет                                 | Египет                                 | Король                                          | Фарук I                                                  | 1936 год—1952 год                    |      |
| Премьер-министр    | Египет                                 | Египет                                 | Махмуд ан-Нукраши-паша Ибрагим Абдель Хади-паша | (1945 год—1946 год, 1946 год—1948 год) 1948 год—1949 год |                                      |      |
|                    | Занзибар (протекторат Великобритании)  | Занзибар (протекторат Великобритании)  | Султан                                          | Халифа ибн Харуб                                         | 1911 год—1960 год                    |      |
|                    | Либерия                                | Либерия                                | Президент                                       | Уильям Табмен                                            | 1944 год—1971 год                    |      |
|                    | Марокко (протекторат Франции)          | Марокко (протекторат Франции)          | Султан                                          | Мухаммед V                                               | 1927 год—1953 год, 1955 год—1957 год |      |
|                    | Руанда (протекторат Бельгии)           | Руанда (протекторат Бельгии)           | мвами                                           | Мутара III                                               | 1931 год—1959 год                    |      |
|                    | Салум (протекторат Франции)            | Салум (протекторат Франции)            | маад                                            | Фоде Но Гуйе Диуф                                        | 1935 год—1969 год                    |      |
|                    | Свазиленд (протекторат Великобритании) | Свазиленд (протекторат Великобритании) | нгвеньяма (король)                              | Собуза II                                                | 1899 год—1982 год                    |      |
|                    | Тунис (протекторат Франции)            | Тунис (протекторат Франции)            | Бей                                             | Мухаммад VIII аль-Амин                                   | 1943 год—1956 год                    |      |
|                    | Эфиопия                                | Эфиопия                                | Император                                       | Хайле Селассие                                           | 1930 год—1936 год, 1941 год—1974 год |      |
| Премьер-министр    | Эфиопия                                | Эфиопия                                | Мэконнын Эндалькачоу                            | 1942 год—1957 год                                        |                                      |      |
|                    | Южно-Африканский Союз                  | Южно-Африканский Союз                  | Король                                          | Георг VI                                                 | 1936 год—1952 год                    |      |
| Генерал-губернатор | Южно-Африканский Союз                  | Южно-Африканский Союз                  | Гидеон Бранд ван Зюль                           | 1946 год—1950 год                                        |                                      |      |
| Премьер-министр    | Южно-Африканский Союз                  | Южно-Африканский Союз                  | Ян Смэтс Даниель Франсуа Малан                  | (1919 год—1924 год, 1939 год—1948 год) 1948 год—1954 год |                                      |      |

## Европа
| Флаг                                                          | Страна | Страна | Должность                                                   | Имя | Начало и конец срока                                     | Фото |
| ------------------------------------------------------------- | --- | --- | ----------------------------------------------------------- | --- | -------------------------------------------------------- | ---- |
| Флаг Австрии                                                  | Австрия | Австрия | Федеральный президент                                       | Карл Реннер                                                                                                  | 1945 год—1950 год                                        |      |
| Флаг Австрии                                                  | Австрия | Австрия | Федеральный канцлер                                         | Леопольд Фигль                                                                                               | 1945 год—1953 год                                        |      |
|                                                               | Албания | Албания | Первый секретарь Центрального Комитета                      | Энвер Ходжа                                                                                                  | 1941 год—1985 год                                        |      |
| Председатель Президиума Народного собрания                    | Албания | Албания | Омер Нишани                                                 | 1946 год—1953 год                                                                                            |                                                          |      |
| Председатель Совета министров                                 | Албания | Албания | Энвер Ходжа                                                 | 1946 год—1954 год                                                                                            |                                                          |      |
| Флаг Андорры                                                  | Андорра | Андорра | Соправители                                                 | Венсан Ориоль Президент Французской Республики                                                               | 1947 год—1954 год                                        |      |
| Флаг Андорры                                                  | Андорра | Андорра | Соправители                                                 | Рамон Иглеисас-и-Навори Епископ Урхельский                                                                   | 1943 год—1969 год                                        |      |
| Флаг Бельгии                                                  | Бельгия | Бельгия | Король                                                      | Леопольд III                                                                                                 | 1934 год—1951 год                                        |      |
| Флаг Бельгии                                                  | Бельгия | Бельгия | Премьер-министр                                             | Поль-Анри Спаак                                                                                              | 1938 год—1939 год, 1946 год, 1947 год—1949 год           |      |
|                                                               | Народная Республика Болгария | Народная Республика Болгария | Генеральный секретарь ЦК Болгарской коммунистической партии | Георгий Дмитров                                                                                              | 1948 год—1949 год                                        |      |
| Председатель Президиума Народного собрания                    | Народная Республика Болгария | Народная Республика Болгария | Минчо Нейчев                                                | 1947 год—1950 год                                                                                            |                                                          |      |
| Председатель Совета министров                                 | Народная Республика Болгария | Народная Республика Болгария | Георгий Дмитров                                             | 1946 год—1949 год                                                                                            |                                                          |      |
|                                                               | Ватикан | Ватикан | Папа                                                        | Пий XII | 1939 год—1958 год                                        |      |
|                                                               | Великобритания | Великобритания | Король                                                      | Георг VI | 1936 год—1952 год                                        |      |
| Премьер-министр                                               | Великобритания | Великобритания | Клемент Эттли                                               | 1945 год—1951 год                                                                                            |                                                          |      |
|                                                               | Венгрия | Венгрия | Президент                                                   | Золтан Тилди Арпад Сакашич                                                                                   | 1946 год—1948 год 1948 год—1949 год                      |      |
| Премьер-министр                                               | Венгрия | Венгрия | Лайош Диньеш Иштван Доби                                    | 1947 год—1948 год 1948 год—1952 год                                                                          |                                                          |      |
|                                                               | Греция 30 марта 1946 года в Греции началась гражданская война | Греция 30 марта 1946 года в Греции началась гражданская война | Король                                                      | Павел I | 1947 год—1964 год                                        |      |
| Премьер-министр                                               | Греция 30 марта 1946 года в Греции началась гражданская война | Греция 30 марта 1946 года в Греции началась гражданская война | Темистоклис Софулис                                         | 1924 год, 1945 год—1946 год, 1947 год—1949 год                                                               |                                                          |      |
| Флаг Дании                                                    | Дания | Дания | Король                                                      | Фредерик IX                                                                                                  | 1947 год—1972 год                                        |      |
| Флаг Дании                                                    | Дания | Дания | Премьер-министр                                             | Ханс Хеттофт                                                                                                 | 1947 год—1950 год, 1953 год—1955 год                     |      |
| Флаг Ирландии                                                 | Ирландия | Ирландия | Президент                                                   | Шон Томас О’Келли                                                                                            | 1945 год—1959 год                                        |      |
| Флаг Ирландии                                                 | Ирландия | Ирландия | Премьер-министр (тишек)                                     | Имон де Валера Джон Костелло                                                                                 | 1937 год—1948 год (1948 год—1951 год, 1954 год—1957 год) |      |
| Флаг Исландии                                                 | Исландия | Исландия | Президент                                                   | Свейдн Бьёрнссон                                                                                             | 1944 год—1952 год                                        |      |
| Флаг Исландии                                                 | Исландия | Исландия | Премьер-министр                                             | Стефаун Йоуханн Стефаунссон                                                                                  | 1947 год—1949 год                                        |      |
|                                                               | Испания | Испания | Каудильо                                                    | Франсиско Франко                                                                                             | 1936 год—1975 год                                        |      |
| Премьер-министр                                               | Испания | Испания | Франсиско Франко                                            | 1938 год—1973 год                                                                                            |                                                          |      |
|                                                               | Италия | Италия | Президент                                                   | Энрико де Никола Луиджи Эйнауди                                                                              | 1948 год 1948 год—1955 год                               |      |
| Премьер-министр                                               | Италия | Италия | Альчиде Де Гаспери                                          | 1945 год—1953 год                                                                                            |                                                          |      |
|                                                               | Лихтенштейн | Лихтенштейн | Князь                                                       | Франц Иосиф II                                                                                               | 1938 год—1989 год                                        |      |
| Премьер-министр                                               | Лихтенштейн | Лихтенштейн | Александр Фрик                                              | 1945 год—1962 год                                                                                            |                                                          |      |
| Флаг Люксембурга                                              | Люксембург | Люксембург | Великая герцогиня                                           | Шарлотта | 1919 год—1964 год                                        |      |
| Флаг Люксембурга                                              | Люксембург | Люксембург | Премьер-министр                                             | Пьер Дюпон                                                                                                   | 1937 год—1953 год                                        |      |
| Флаг Монако                                                   | Монако | Монако | Князь                                                       | Луи II | 1922 год—1949 год                                        |      |
| Флаг Монако                                                   | Монако | Монако | Премьер-министр                                             | Пьер де Витас                                                                                                | 1944 год—1948 год                                        |      |
| Флаг Нидерландов                                              | Нидерланды | Нидерланды | Королева                                                    | Вильгельмина Юлиана                                                                                          | 1890 год—1948 год 1948 год—1980 год                      |      |
| Флаг Нидерландов                                              | Нидерланды | Нидерланды | Премьер-министр                                             | Луи Бел Виллем Дрес                                                                                          | (1946 год—1948 год, 1958 год—1959 год) 1948 год—1958 год |      |
| Флаг Норвегии                                                 | Норвегия | Норвегия | Король                                                      | Хокон VII | 1905 год—1957 год                                        |      |
| Флаг Норвегии                                                 | Норвегия | Норвегия | Премьер-министр                                             | Эйнар Герхардсен                                                                                             | 1945 год—1951 год, 1955 год—1963 год, 1963 год—1965 год  |      |
| Флаг Польши                                                   | Польская Народная Республика | Польская Народная Республика | Председатель ЦК Польской объединенной рабочей партии        | Болеслав Берут                                                                                               | 1948 год—1956 год                                        |      |
| Флаг Польши                                                   | Польская Народная Республика | Польская Народная Республика | Президент                                                   | Болеслав Берут                                                                                               | 1947 год—1952 год                                        |      |
| Флаг Польши                                                   | Польская Народная Республика | Польская Народная Республика | Председатель Совета министров                               | Юзеф Циранкевич                                                                                              | 1947 год—1952 год                                        |      |
|                                                               | Португалия | Португалия | Президент                                                   | Ошкар Кармона                                                                                                | 1926 год—1951 год                                        |      |
| Премьер-министр                                               | Португалия | Португалия | Антониу ди Салазар                                          | 1932 год—1968 год                                                                                            |                                                          |      |
|                                                               | Румынская Народная Республика | Румынская Народная Республика | Генеральный секретарь ЦК Румынской коммунистической партии  | Георге Георгиу-Деж                                                                                           | 1944 год—1954 год                                        |      |
| Председатель Президиума Великого национального собрания       | Румынская Народная Республика | Румынская Народная Республика | Константин Пархон                                           | 1948 год—1952 год                                                                                            |                                                          |      |
| Премьер-министр                                               | Румынская Народная Республика | Румынская Народная Республика | Петру Гроза                                                 | 1945 год—1952 год                                                                                            |                                                          |      |
| Флаг Сан-Марино                                               | Сан-Марино | Сан-Марино | Капитаны-регенты                                            | Доменико Форчеллини и Мариано Чекколи Арнальдо Пара и Джузеппе Ренци Джордано Джакомини и Доменико Томассони | 1947 год—1948 год 1948 год 1948 год—1949 год             |      |
|                                                               | Союз Советских Социалистических Республик | Союз Советских Социалистических Республик | Генеральный секретарь ЦК ВКП(б)                             | Иосиф Сталин                                                                                                 | 1925 год—1952 год                                        |      |
| Председатель Президиума Верховного Совета СССР                | Союз Советских Социалистических Республик | Союз Советских Социалистических Республик | Николай Шверник                                             | 1946 год—1953 год                                                                                            |                                                          |      |
| Председатель Совета министров                                 | Союз Советских Социалистических Республик | Союз Советских Социалистических Республик | Иосиф Сталин                                                | 1946 год—1953 год                                                                                            |                                                          |      |
|                                                               | Финляндия | Финляндия | Президент                                                   | Юхо Кусти Паасикиви                                                                                          | 1946 год—1956 год                                        |      |
| Премьер-министр                                               | Финляндия | Финляндия | Мауно Пеккала Карл-Август Фагерхольм                        | 1946 год—1948 год (1948 год—1950 год, 1956 год—1957 год, 1958 год—1959 год)                                  |                                                          |      |
|                                                               | Франция | Франция | Президент                                                   | Венсан Ориоль                                                                                                | 1947 год—1954 год                                        |      |
| Премьер-министр                                               | Франция | Франция | Робер Шуман Андре Мари Анри Кёй                             | (1947 год—1948 год, 1948 год) 1948 год (1948 год—1949 год, 1950 год, 1951 год)                               |                                                          |      |
|                                                               | Чехословацкая Социалистическая Республика В 1948 году, после принятия новой конституции, провозглашена Чехословацкая Социалистическая Республика, Коммунистическая партия Чехословакии стала правящей | Чехословацкая Социалистическая Республика В 1948 году, после принятия новой конституции, провозглашена Чехословацкая Социалистическая Республика, Коммунистическая партия Чехословакии стала правящей | Президент                                                   | Эдвард Бенеш Клемент Готвальд                                                                                | (1935 год—1938 год, 1945 год—1948 год) 1948 год—1953 год |      |
| Генеральный секретарь ЦК Коммунистической партии Чехословакии | Чехословацкая Социалистическая Республика В 1948 году, после принятия новой конституции, провозглашена Чехословацкая Социалистическая Республика, Коммунистическая партия Чехословакии стала правящей | Чехословацкая Социалистическая Республика В 1948 году, после принятия новой конституции, провозглашена Чехословацкая Социалистическая Республика, Коммунистическая партия Чехословакии стала правящей | Рудольф Сланский                                            | 1945 год—1951 год                                                                                            |                                                          |      |
| Премьер-министр                                               | Чехословацкая Социалистическая Республика В 1948 году, после принятия новой конституции, провозглашена Чехословацкая Социалистическая Республика, Коммунистическая партия Чехословакии стала правящей | Чехословацкая Социалистическая Республика В 1948 году, после принятия новой конституции, провозглашена Чехословацкая Социалистическая Республика, Коммунистическая партия Чехословакии стала правящей | Клемент Готвальд Антонин Запотоцкий                         | 1946 год—1948 год 1948 год—1953 год                                                                          |                                                          |      |
| Флаг Швейцарии                                                | Швейцария | Швейцария | Президент                                                   | Энрико Челио                                                                                                 | 1943 год, 1948 год                                       |      |
|                                                               | Швеция | Швеция | Король                                                      | Густав V | 1907 год—1950 год                                        |      |
| Премьер-министр                                               | Швеция | Швеция | Таге Фритьоф Эрландер                                       | 1946 год—1969 год                                                                                            |                                                          |      |
|                                                               | Югославия | Югославия | Генеральный секретарь Центрального Комитета                 | Иосип Броз Тито                                                                                              | 1945 год—1980 год                                        |      |
| Председатель Президиума Народной скупщины Югославии           | Югославия | Югославия | Иван Рибар                                                  | 1945 год—1953 год                                                                                            |                                                          |      |
| Председатель Правительства                                    | Югославия | Югославия | Иосип Броз Тито                                             | 1945 год—1963 год                                                                                            |                                                          |      |

## Океания
| Флаг                | Страна                             | Должность          | Имя               | Начало и конец срока | Фото |
| ------------------- | ---------------------------------- | ------------------ | ----------------- | -------------------- | ---- |
|                     | Австралия                          | Король             | Георг VI          | 1936 год—1952 год    |      |
| Генерал-губернатор  | Австралия                          | Уильям Маккелл     | 1947 год—1953 год |                      |      |
| Премьер-министр     | Австралия                          | Бен Чифли          | 1945 год—1949 год |                      |      |
| Флаг Новой Зеландии | Новая Зеландия                     | Король             | Георг VI          | 1936 год—1952 год    |      |
| Флаг Новой Зеландии | Новая Зеландия                     | Генерал-губернатор | Бернард Фрейберг  | 1946 год—1952 год    |      |
| Флаг Новой Зеландии | Новая Зеландия                     | Премьер-министр    | Питер Фрейзер     | 1940 год—1949 год    |      |
| Флаг Тонги          | Тонга (протекторат Великобритании) | Королева           | Салоте Тупоу III  | 1918 год—1965 год    |      |
| Флаг Тонги          | Тонга (протекторат Великобритании) | Премьер            | Соломон Ула Ата   | 1941 год—1949 год    |      |

## Северная и Центральная Америка
| Флаг                          | Страна                    | Должность                                                  | Имя                                                                         | Начало и конец срока                                                                 | Фото |
| ----------------------------- | ------------------------- | ---------------------------------------------------------- | --------------------------------------------------------------------------- | ------------------------------------------------------------------------------------ | ---- |
|                               | Гаити                     | Президент                                                  | Дюмарсе Эстиме                                                              | 1946 год—1950 год                                                                    |      |
| Флаг Гватемалы                | Гватемала                 | Президент                                                  | Хуан Хосе Аревало                                                           | 1945 год—1951 год                                                                    |      |
| Флаг Гондураса                | Гондурас                  | Президент                                                  | Тибурсио Кариас Андино                                                      | 1924 год, 1933 год—1949 год                                                          |      |
| Флаг Доминиканской Республики | Доминиканская Республика  | Президент                                                  | Рафаэль Трухильо                                                            | 1930 год—1938 год, 1942 год—1952 год                                                 |      |
|                               | Канада                    | Король                                                     | Георг VI                                                                    | 1936 год—1952 год                                                                    |      |
| Генерал-губернатор            | Канада                    | Харольд Александер                                         | 1946 год—1952 год                                                           |                                                                                      |      |
| Премьер-министр               | Канада                    | Уильям Макензи Кинг Луи Сен-Лоран                          | (1921 год—1926 год, 1926 год—1930 год, 1935 год—1948 год) 1948 год—1957 год |                                                                                      |      |
|                               | Коста-Рика                | Президент                                                  | Теодоро Пикадо Михальски Сантос Леон Эррера (и. о.) Хосе Фигерес Феррер     | 1944 год—1948 год 1948 год (1948 год—1949 год, 1953 год—1958 год, 1970 год—1974 год) |      |
|                               | Куба                      | Президент                                                  | Рамон Грау Сан-Мартин Карлос Прио Сокаррас                                  | (1933 год—1934 год, 1944 год—1948 год) 1948 год—1952 год                             |      |
| Премьер-министр               | Куба                      | Рауль Лопес де Кастильо Мануэль Антонио де Варона-и-Лоредо | 1947 год—1948 год 1948 год—1950 год                                         |                                                                                      |      |
|                               | Мексика                   | Президент                                                  | Мигель Алеман Вальдес                                                       | 1946 год—1952 год                                                                    |      |
|                               | Никарагуа                 | Президент                                                  | Виктор Мануэль Роман-и-Рейес                                                | 1947 год—1950 год                                                                    |      |
|                               | Панама                    | Президент                                                  | Энрике Адольфо Хименес Брин Доминго Диас Аросемена                          | 1945 год—1948 год 1948 год—1949 год                                                  |      |
| Флаг Сальвадора               | Сальвадор                 | Президент                                                  | Сальвадор Кастанеда Кастро Революционный правящий совет                     | 1945 год—1948 год 1948 год—1950 год                                                  |      |
|                               | Соединённые Штаты Америки | Президент                                                  | Гарри Трумэн                                                                | 1945 год—1953 год                                                                    |      |

## Южная Америка
| Флаг                          | Страна    | Должность                                               | Имя                                                                          | Начало и конец срока                                              | Фото |
| ----------------------------- | --------- | ------------------------------------------------------- | ---------------------------------------------------------------------------- | ----------------------------------------------------------------- | ---- |
| Флаг Аргентины                | Аргентина | Президент                                               | Хуан Доминго Перон                                                           | 1946 год—1955 год, 1973 год—1974 год                              |      |
| Флаг Боливии                  | Боливия   | Президент                                               | Энрике Эрцог Гарайсабаль                                                     | 1947 год—1949 год                                                 |      |
|                               | Бразилия  | Президент                                               | Эурику Гаспар Дутра                                                          | 1946 год—1951 год                                                 |      |
|                               | Венесуэла | Президент                                               | Ромуло Бетанкур Ромуло Гальегос Карлос Дельгадо Чальбо                       | (1945 год—1948 год, 1959 год—1964 год) 1948 год 1948 год—1950 год |      |
| Флаг Колумбии                 | Колумбия  | Президент                                               | Мариано Оспина Перес                                                         | 1946 год—1950 год                                                 |      |
|                               | Парагвай  | Президент                                               | Ихинио Мориниго Мартинес Хуан Мануэль Фрутос (и. о.) Хуан Наталисио Гонсалес | 1940 год—1948 год 1948 год 1948 год—1949 год                      |      |
|                               | Перу      | Президент                                               | Хосе Бустаманте-и-Риверо Мануэль Одриа                                       | 1945 год—1948 год (1948 год—1950 год, 1950 год—1956 год)          |      |
| Председатель Совета министров | Перу      | Роке Аугусто Сальдиас Манинат Армандо Реворедо Иглесиас | (1947 год—1948 год, 1954 год—1956 год) 1948 год                              |                                                                   |      |
| Флаг Уругвая                  | Уругвай   | Президент                                               | Луис Батлье Беррес                                                           | 1947 год—1951 год                                                 |      |
| Флаг Чили                     | Чили      | Президент                                               | Габриэль Гонсалес Видела                                                     | 1946 год—1952 год                                                 |      |
| Флаг Эквадора                 | Эквадор   | Президент                                               | Карлос Аросемена Тола Гало Пласа Лассо                                       | 1947 год—1948 год 1948 год—1952 год                               |      |

## Комментарии
1. ↑  Занял пост 16 февраля 1948 года.
2. ↑  С 19 декабря 1948 года вместе с другими руководителями Индонезии был интернирован голландской армией на острове Банка.
3. ↑  Подал в отставку 23 января после выхода партии Машуми из правительственной коалиции.
4. ↑  С 19 декабря 1948 года вместе с другими руководителями Индонезии был интернирован голландской армией на острове Банка. Функции главы правительства на свободной территории Республики исполнял Шафруддин Правиранегара
5. ↑  Правительство ушло в отставку 27 января 1948 года.
6. ↑  Правительство ушло в отставку 8 июня 1948 года.
7. ↑  Погиб в результате покушения.
8. ↑  Бывший наместник провинции Таиз, зять короля Яхьи. Провозглашён королём заговорщиками. Свергнут ополчением во главе с эмиром Ахмедом.
9. ↑  Эмир, сын короля Яхьи. Во время переворота бежал в г. Хадджу, где собрал местное ополчение и с его помощью сверг режим Абдаллы аль-Вазира.
10. ↑  Председатель Временного Народного комитета с 8 февраля 1946 года, председатель Народного комитета с 19 февраля 1947 года.
11. ↑  Скончался 11 сентября 1948 года.
12. ↑  Отправлен в отставку под давлением армии 6 апреля 1948 года.
13. ↑  Военный, фельдмаршал.
14. ↑  Правительство ушло в отставку 14 декабря 1948 года.
15. ↑  Эмир Трансиодании с 1921 года.
16. ↑  Скончался 15 апреля 1948 года.
17. ↑  Занял пост 16 февраля 1948 года.
18. ↑  Правительство ушло в отставку 10 февраля 1948 года.
19. ↑  Погиб в результате покушения 28 декабря 1948 года.
20. ↑  Осенью 1944 года вывезен с семьей в Австрию. После освобождения в мае 1945 года правительство запретило Леопольду как коллаборационисту возвращаться на родину (хотя формально он не был низложен). С 1944 года было установлено регентство брата Леопольда, принца Шарля.
21. ↑  Ушёл в отставку 30 июля 1948 года.
22. ↑  Правительство ушло в отставку 23 июля 1948 года.
23. ↑  Правительство подало в отставку 19 июля 1948 года.
24. ↑  В мае 1948 года отказался подписать новую конституцию страны, разработанную коммунистами, а 7 июня подал в отставку, обосновав в официальном письме парламенту своё решение состоянием здоровья
25. ↑  Избран Законодательным национальным собранием, выборы в которое прошли 30 мая 1948 года.
26. ↑  25 февраля 1948 года сформировал новое правительство.
27. ↑  Избран Законодательным национальным собранием, выборы в которое прошли 30 мая 1948 года.
28. ↑  1 марта были отменены результаты президентских выборов 8 февраля 1948 года, что привело 13 февраля к началу гражданской войны. Ушёл в отставку по соглашению, заключённому властями и повстанцами 19 апреля в посольстве Мексики.
29. ↑  Исполняющий обязанности президента.
30. ↑  Глава Хунты Второй республики с полномочиями на 18 месяцев.
31. ↑  Избран президентом на 4 года, до 1952 года.
32. ↑  Свергнут в ходе военного переворота.
33. ↑  Избранный президент. Свергнут в ходе военного переворота.
34. ↑  Военный, глава Правящей хунты.
35. ↑  Свергнут в ходе военного переворота.
36. ↑  Пост вакантен до 1950 года.